# Петър Морозов
Петър Петров Морозов е български художник, график и живописец.

## Биография
Роден на 6 септември 1880 в Русе, починал на 22 януари 1951 в София.
Участник в Балканската и в Първата световна война. Председател е на Дружеството на независимите художници и секретар на Дома на изкуствата и печата (1931 – 1935).
Известен е с историческите си картини „Сянката на Самуила“, „Спасяване на Самарското знаме“ и „Хвърковатата чета на Бенковски“, „Първата целувка“, със стотици акватинти и офорти, с пейзажи на българските старини, битови и обредни сцени, с портрети на Христо Ботев, Иван Вазов, П. Славейков, Кирил Христов, цар Борис и царица Евдокия. Пионер на българската печатна графика. Въвежда цветната акватинта в България.